# سوییانی
سوییانی (به لاتین: Svijany) یک منطقهٔ مسکونی در جمهوری چک است که در ناحیه لیبرتس واقع شده‌است. سوییانی ۲٫۶۹ کیلومتر مربع مساحت و ۳۰۷ نفر جمعیت دارد.